# Tiki Gelana
Erba Tiki Gelana (Bekoji, 22 de outubro de 1987) é uma corredora de longa distância etíope e a atual campeã olímpica da maratona.

## Início
Nascida e criada em Bekoji, Arsi, cidade e região que são a área natal ou de moradia de diversos grandes campeões etíopes como Derartu Tulu, Kenenisa Bekele, Tirunesh Dibaba e suas irmãs, e onde correr é um modo de vida, incluindo de seus pais e seus irmãos, começou a correr quando cursava a escola básica, incentivada por seu primo, Gezahegne Abera, campeão olímpico da maratona em Sydney 2000 e por Fatuma Roba, campeã olímpica da maratona em Atlanta 1996.
Aos 17 anos, competindo e corridas de rua e de estrada, ficou em quarto lugar na Great Ethiopian Run, prova de 10 km realizada anualmente em novembro, em Adis Abeba, capital da Etiópia, e uma das mais importantes do calendário esportivo do país. Em 2006, fez sua estréia em meias-maratonas na Espanha, vencendo provas em Terrassa e Mataró. Em 2007, venceu uma prova de 10 km em estrada no Japão com o tempo de 31:54, o terceiro melhor de uma etíope naquele ano. Ainda neste ano, ela estreou no circuito europeu de atletismo disputando os 5000 m no Meeting ISTAF Berlim (15m17s) e os 10000 m num torneio em Ostrava, na República Tcheca (31m27s).

## Maratona
Em 2008, Gelana estreou em maratonas em Dublin, na Irlanda, onde ficou em terceiro lugar e no ano seguinte ficou em quarto na Maratona de Los Angeles e na mesma Maratona de Dublin, melhorando sua marca pessoal para 2h29m53s. Sua proeminência internacional veio em 2011, quando venceu a Maratona de Amsterdã no tempo de 2h22m08s, mais de sete minutos abaixo de sua melhor marca pessoal anterior e quebrando o recorde do percurso de nove anos de existência, de sua compatriota Gete Wami. Em abril de 2012, ela quebrou o recorde nacional feminino etíope para a maratona, vencendo a prestigiosa Maratona de Roterdã, na Holanda, em 2h18m58s, o que a tornou a quarta mulher mais rápida na maratona na história e uma das grandes favoritas para a medalha de ouro da maratona olímpica.
Em Londres 2012, num prova marcada por chuvas torrenciais sobre o percurso pelas ruas da cidade, Gelana venceu a prova estabelecendo um novo recorde olímpico de 2h23m07s, dando seguimento à longa linhagem de campeões olímpicos etíopes desta distância.
De volta a Londres para disputar a Maratona de Londres de 2013, Gelana sofreu um acidente, caindo ao chão após colidir com um cadeirante que disputava a divisão especial, quando tentava apanhar um copo de água num posto na altura do km 15. Sem conseguir se recuperar no restante da prova, ela chegou apenas na 16.ª posição. Em agosto do mesmo ano, disputou a maratona do Campeonato Mundial de Atletismo de Moscou mas não completou a prova.
Em 2015 ficou em terceiro lugar na Maratona de Tóquio com o tempo de 2:24:26, seu melhor tempo e colocação numa maratona desde 2012.